# Punta Ala
Punta Ala est une frazione située sur la commune de Castiglione della Pescaia, province de Grosseto, en Toscane, Italie. Au moment du recensement de 2011 sa population était de 402 habitants.
Punta Ala est une station balnéaire dans la côte tyrrhénienne de la Maremme grossetaine, à 40 km de la ville de Grosseto. Le moderne village a été conçu au début des années 1960 pour le tourisme de luxe, avec une marina bien équipée et des nombreux bâtiments prestigieux dans lesquels divers architectes italiens ont participé à la construction, tels que Walter Di Salvo (it), Ignazio Gardella, Francesco Paolo Piemontese, Ludovico Quaroni, Franco Albini et Franca Helg,.

## Histoire
Au sommet du Promontorio di Punta Ala (it) se trouve le château du XVIe siècle qui appartenait depuis 1931 à Italo Balbo, qui a donné le nouveau nom Punta Ala (« pointe aile ») au promontoire qui s'appelait jusqu'à ce moment Punta Troia (« pointe de la truie »).

## Monuments

### Architecture militaire
Bien que se présentant comme une station balnéaire moderne, fonctionnelle et exclusive, Punta Ala était une zone frontalière entre la Principauté de Piombino au nord et le Grand-duché de Toscane au sud. La peur des invasions de pirates a fait que certaines fortifications ont été érigées pour défendre ce tronçon côtier.
- La Tour Hidalgo, qui domine la ville moderne, a été construite au XVIe siècle pour défendre l'extrémité sud de la Principauté de Piombino
- Le château de Punta Ala, également du XVIe siècle, a été construit par les Médicis sur le promontoire au sud-est de la localité pour contrôler le tronçon côtier au nord de Castiglione della Pescaia.
- La Tour Appiani a été construite par les princes homonymes de Piombino sur la petite île de Sparviero en face de la ville actuelle, pour renforcer le système défensif de leur principauté, aujourd'hui abandonnée.